# پاگ (نژاد سگ)
پاگ (به انگلیسی: Pug) یک نژاد سگ اشرافی است که خاستگاه آن را چین می‌دانند. پاگ دارای جثه کوچک و عضلانی می‌باشد. به رنگهای نخودی سیاه، نقره‌ای، قهوه‌ای و طلایی یافت می‌شود. گوشها مخملی و به شکل گلبرگ رُز می‌باشند. اکثراً دارای خال بر روی گونه‌ها می‌باشند. چشمهای تیره، براق و برآمده و دم کوتاه فر خورده دارد (دم اگر دو بار فر بخورد ترجیح دارد).

## خلق و خو
سگی است باوفا، جنجالی، بی‌انضباط، سرکش، با محبت و خوشحال. جذاب، باهوش و بازیگوش. آموزش‌ها را به خوبی فرا می‌گیرد. پاگ نسبت به تُن صدا حساس است بنابراین نیازی به بلند کردن صدا در هنگام تنبیه حیوان نمی‌باشد. دیدبان خوبی است سگ صلح‌طلبی می‌باشد و رابطه خوبی با کودکان، سایر حیوانات خانگی و حتی غریبه‌ها دارد. پاگ به توجه زیادی از سوی صاحبش نیاز دارد و بی‌توجهی او را به یک موجود حسود تبدیل می‌کند البته این حیوان بقدری انرژی کمی دارد بطوری‌که ۱۴ساعت را به خواب اختصاص می‌دهد و حتی در برخی موارد به توپ هم واکنش نشان نمی‌دهد.
جمله «چندین سگ در یک جای کوچک» به خوبی نژاد پاگ را توصیف می‌کند. این سگ همراهی محبوب است. ظاهر بی‌تفاوت، شخصیت بازیگوش و علاقه‌اش به بیرون رفتن مشخصه‌های این نژاد هستند. این سگ چهار گوش و توپر در رنگ‌های مشکی و حنایی دیده می‌شود و حالت بامزه‌ای بر روی پوزه خود دارد.
تاریخچه این نژاد بسیار قدیمی است و حتی تا ۴۰۰ سال قبل از میلاد مسیح نیز آثاری از آن دیده شده‌است. اولین جایی که آثار نژاد پاگ دیده شده کشور چین، در معابد بودایی بوده. این نژاد بعدها در ژاپن و بعد در اروپا ظاهر شد که در آنجا محبوب بسیاری از دربارهای سلطنتی شد.
دلیل زندگی نژاد پاگ نزدیک دوستانش بودن و خوشحال کردن آنهاست. جثه قوی این سگ موجب شده که محبوب خانواده‌ها باشد. پاگ در آپارتمان‌های کوچک هم راحت است، چون فعالیت چندانی لازم ندارد. کلاً این نژاد خود را با هر موقعیتی وفق می‌دهد.

## وزن و ارتفاع
- وزن در نرها: (۶–۹) ک. گ، در ماده‌ها: (۶–۸) ک. گ
- ارتفاع در نرها: (۳۰–۳۶) س. م، در ماده‌ها: (۲۵–۳۰) س. م
- طول:۲۵–۲۸

## مشکلات سلامتی
پاگ نسبت به سرما و گرما حساسیت دارد و به سادگی دچار سرما خوردگی می‌شود. آلرژی، مشکلات پوستی و تنفسی، ریزش آب از چشم‌ها و بینی نیز قابل ذکر می‌باشد. اکثراً توله‌ها توسط عمل سزارین به دنیا می‌آیند. خس‌خس کردن و خر و پف در پاگ‌ها شایع است. از دادن غذای اضافی به آن خودداری کنید چراکه استعداد زیادی در فربه شدن دارد؛ چاقی باعث کاهش طول عمر سگ می‌شود.

## شرایط نگهداری
برای نگهداری در آپارتمان مناسب می‌باشد. اصولاً در داخل خانه آرام است و نیازی به حیاط ندارد. به علت داشتن حساسیت نسبت به گرما و سرما بهتر است تا همیشه در داخل خانه نگهداری شود.

## فعالیت بدنی
پاگ سگی کوچک و قدرتمند با پاهای کوتاه و صاف می‌باشد. از بازی کردن لذت می‌برد و انجام فعالیت‌های بدنی به او کمک می‌کند تا در شرایط بهتری از لحاظ فیزیکی قرار گیرد. ورزش دادن کوتاه و منظم پیشنهاد می‌شود اما باید توجه داشت تا اگر در هنگام بازی حیوان شروع به خرخر کرد، فعالیت بدنی را قطع نمود.

## طول عمر
حدود ۱۲–۱۵ سال.

## آراستن
موهای کوتاه و صاف پاگ برای آراستن ساده می‌باشد. برس کشیدن و استحمام در مواقع ضروری پیشنهاد می‌شود. بعد از شست‌وشو سریعاً او را خشک کنید تا از سرما خوردن حیوان جلوگیری شود. صورت و اطراف چشم‌ها را باید به‌طور منظم با یک دستمال نمدار تمیز نمود. چروک‌های بر روی صورت محل مناسبی جهت رشد قارچ‌های پوستی و انگل خارجی می‌باشد؛ از این رو می‌بایست به صورت مداوم با دستمال نمدار تمیز و سپس خشک شود. ریزش موی فصلی زیاد دارد، بصورتی‌که با کمی عدم رسیدگی روزانه و برس کشی تقریباً همیشه ریزش مو را احساس می‌کنید.

## تاریخچه
پاگ یکی از قدیمی‌ترین نژادها می‌باشد. اینطور به نظرمی رسد که وجود آن به ۴۰۰سال قبل از میلاد در آسیا بازمی‌گردد. بعضی اعتقاد دارند که پاگ نشئت گرفته از پِکینیز مو کوتاه می‌باشد و برخی دیگر معتقدند که جد او را نژاد بولداگ کوچک تشکیل می‌دهد. همچنین این اعتقاد وجود دارد که پاگ نوع مینیاتوری نژاد کمیاب ماستیف فرانسوی به نام دوگ دو بوردو می‌باشد. در قرن ۱۶ میلادی مورد توجه اشراف‌زاده‌های اروپایی قرار گرفت. موطن او تبت می‌باشد که بعدها از آنجا به ژاپن برده شد. هنگامی که در سال ۱۸۶۰انگلیسی‌ها قصر امپراطوری چین را تصاحب کردند چندین قلاده پاگ را به انگلستان بردند. این نژاد در سال ۱۸۸۵ به ثبت رسید.

## نگارخانه

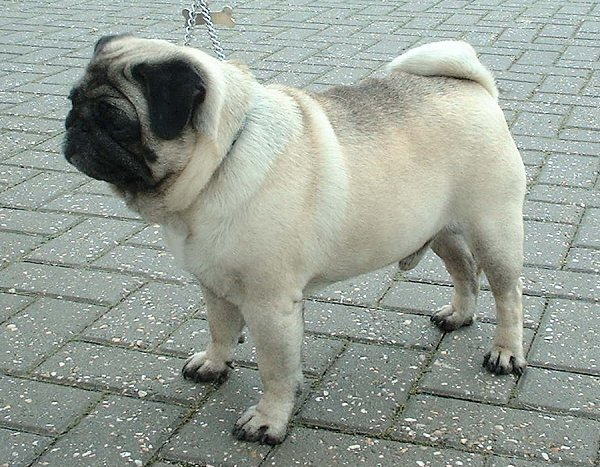
این نژاد دارای پاهای قوی و صاف است که به خوبی در زیر بدن قرار گرفته‌اند و دمی دارد که روی لگن پیچیده می‌شود
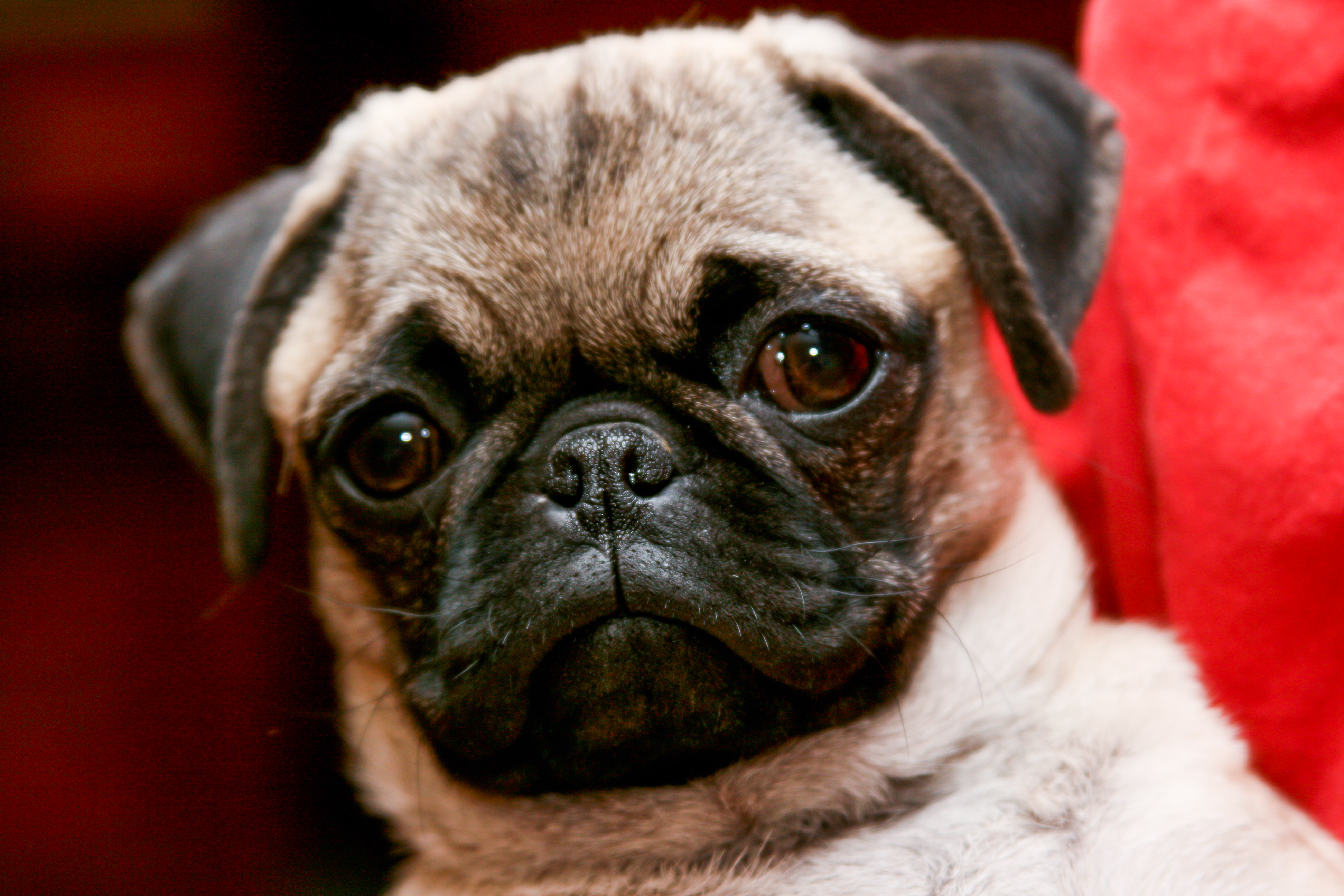
چین و چروک‌های غیر اغراق آمیز؛ بینی دارای سوراخ‌های باریک معمولی است
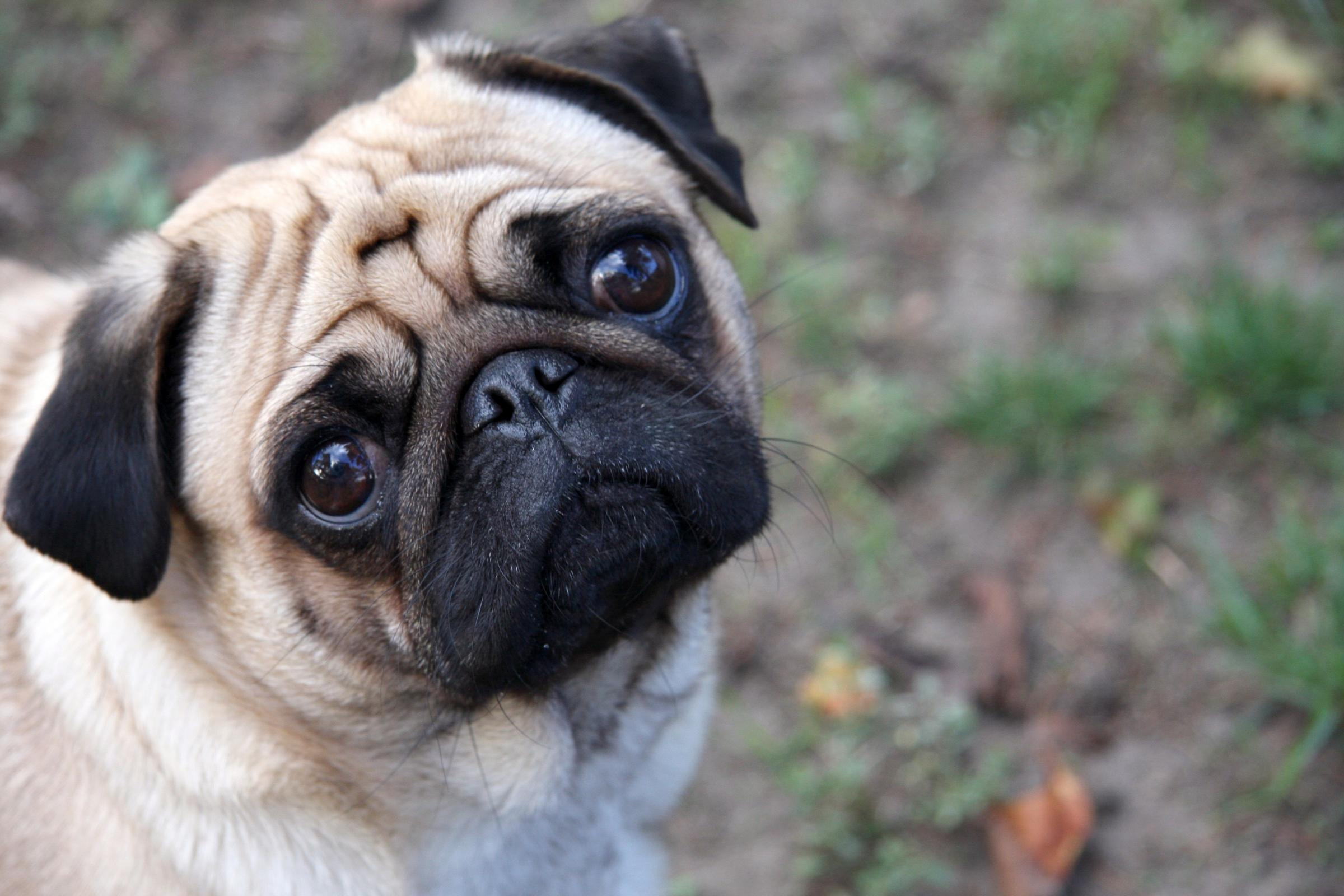
چشم‌ها باید درشت با فرم گرد و رنگ تیره باشند
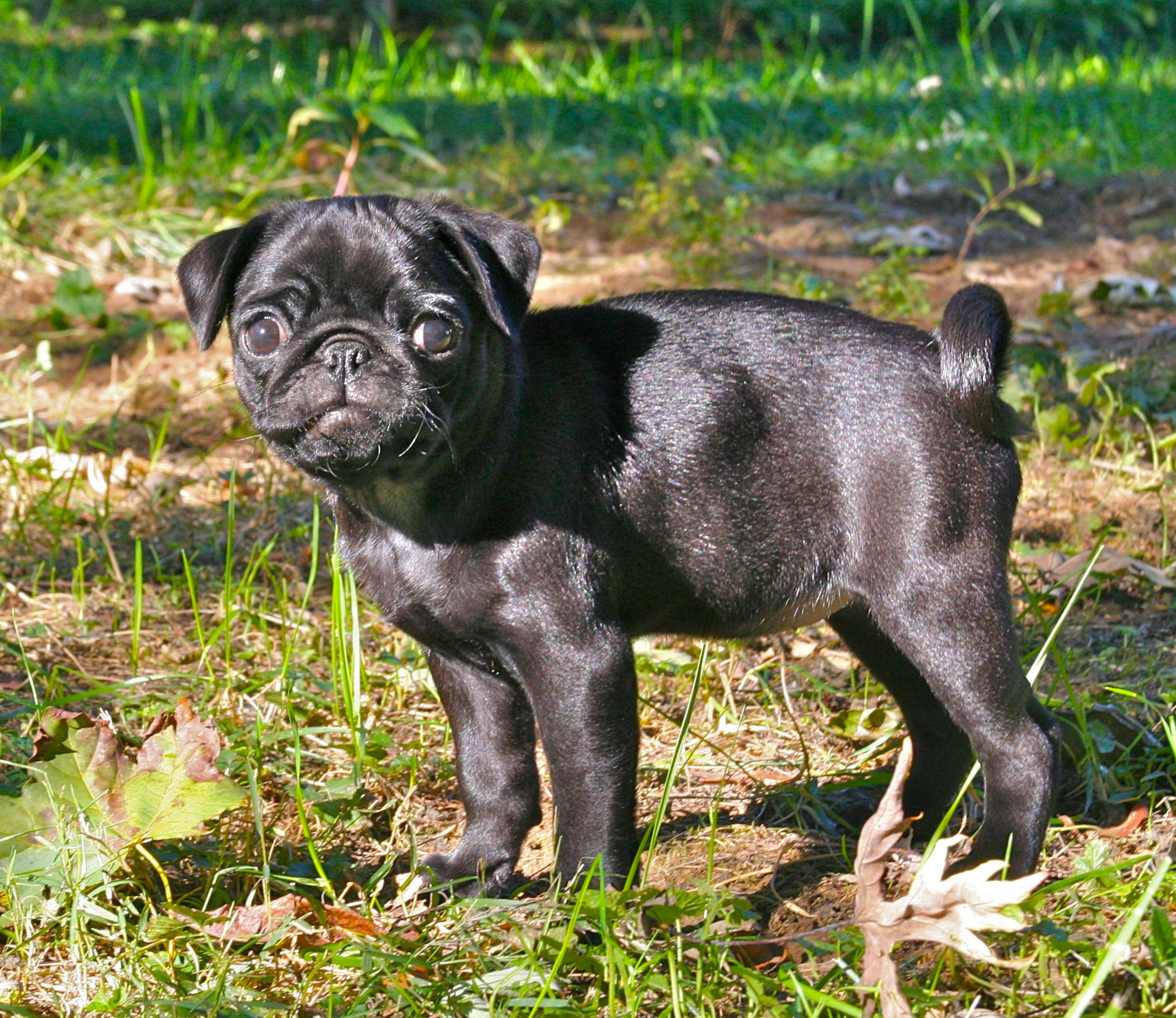
حنایی متداول‌ترین رنگ برای پاگ است، اما American Kennel Club رنگ سیاه را نیز تشخیص می‌دهد. Canadian Kennel Club رنگ‌های سیاه، نقره‌ای، زردآلو و حنایی را تشخیص می‌دهد.